# 조 쇼지
조 쇼지(일본어: 城 彰二, 1975년 6월 17일, 홋카이도, 무로란시 ~ )는 일본의 전 축구 선수로, 선수 시절 포지션은 공격수였다.

## 클럽 경력
홋카이도의 무로란시 출신으로, 1994년 J리그의 제프 유나이티드 이치하라에서 프로 선수 생활을 시작하였다. 감바 오사카와의 데뷔전에서 첫 골을 넣었으며, 첫 시즌에 33경기에서 12골을 넣는 주목할 만한 활약을 펼쳤다. 1997년 요코하마 마리노스(1999년부터 요코하마 F. 마리노스)로 이적했으며, 마리노스에선 1996년 하계 올림픽 일본 대표로 뛴 바 있는 엔도 아키히로(遠藤彰弘)와 활약을 펼치며, 팀의 중심 선수로 활약하였다.
2000년에는 스페인 프리메라리가의 레알 바야돌리드로 임대 이적했으나, 15경기에 출전해 레알 오비에도와의 경기에서 터뜨린 2골에 그쳤다. 이후 일본으로 돌아와 요코하마 F. 마리노스에 복귀하였고, 2002년에는 비셀 고베로 이적하였다. 2003년에는 요코하마 FC로 이적해 첫 시즌에 12골을 넣는 활약을 펼쳤고, 2006년 요코하마 FC의 J2리그 우승에 공헌하며 J리그 승격을 도왔으나, 시즌 종료 후 현역에서 은퇴하였다.

## 국가대표팀 경력
일본 축구 국가대표팀에서는 1995년 파라과이 전에서 데뷔 경기를 치렀으며, 1995년부터 2001년까지 35경기에서 7골을 넣었다. 1996년 하계 올림픽, 1996년 AFC 아시안컵, 1998년 FIFA 월드컵, 1999년 코파 아메리카에 출전한 바 있으며, 1998년 FIFA 월드컵 아시아 지역 예선에서는 이란과의 플레이오프에서 골을 넣으며, 일본의 첫 FIFA 월드컵 본선 진출에 공헌하였다.

## 통계
| 일본 | 일본 | 일본 |
| 연도 | 출전 | 득점 |
| ---- | ---- | ---- |
| 1995 | 1    | 0    |
| 1996 | 3    | 0    |
| 1997 | 13   | 4    |
| 1998 | 10   | 1    |
| 1999 | 5    | 0    |
| 2000 | 2    | 2    |
| 2001 | 1    | 0    |
| 통산 | 35   | 7    |